# 1월 8일
1월 8일은 그레고리력으로 8번째(윤년일 경우도 8번째) 날에 해당한다.

## 사건
- 307년 - 서진 혜제가 독살되고 서진 회제가 즉위하다.
- 871년 - 애쉬다운 전투: 웨섹스 왕국의 앨프레드 대왕이 북방의 데인족(Danes)을 격파하다.
- 936년 - 신라가 고려에 항복함으로써 신라에 병합되다.
- 1297년 - 모나코 독립.
- 1815년 - 뉴올리언스 전투가 끝나다.
- 1895년 - 홍범 14조 반포.
- 1918년 - 미국의 대통령 우드로 윌슨이 의회에서 제1차 대전 평화와 전후 세계에 대한 14개조를 발표하다.
- 1932년 - 이봉창 의사, 히로히토 일본 천황을 암살하려는 도쿄 사쿠라다몬 의거 발생.
- 1959년 - 프랑스 제5공화정의 초대 대통령으로 샤를 드 골이 취임하다. 미셸 드프레가 수상이 되다.
- 1974년 - 대한민국의 대통령 박정희, 긴급조치 1호를 선포하다.
- 1981년 경복궁의 근정전이 국보 제223호로 지정된 날
- 1989년 - 일본의 제125대 천황 아키히토가 즉위하다.
- 1992년 - 일본군 위안부 문제 해결을 위한 정기 수요시위가 시작되다.
- 1995년 - 대한민국에서 개인정보보호법(개인정보보호에 관한 법률)이 시행되다.
- 1996년 - 1996년 에어아프리카 충돌 사고 발생.
- 2005년 - 칠곡 시온글러브 화재가 발생하다.
- 2015년 - 인천광역시 연수구 송도국제도시에 있는 모 어린이집에서 보육교사가 네살배기 아이를 폭행하는 사건이 발생하다.
- 2020년 - 이란의 테헤란 이맘 호메이니 국제공항에서 우크라이나 국제항공 여객기가 이륙 직후 추락하는 사고가 발생해 탑승객 전원 176명이 숨졌다.
- 2021년
  - 서울중앙지방법원이 피고인 일본 정부가 원고인 한국의 일본군 위안부 피해자들 12인에게 1인당 1억원씩을 지급하라는 원고승소 판결을 내렷다.
  - 테슬라의 주가 폭등에 힘입어 창업자 일론 머스크가 아마존닷컴의 CEO 제프 베조스를 제치고 순자산 1천 885억 달러(약 206조 원, 블룸버그 집계기준)로 세계 최고 부자 자리에 올랏다.

## 문화
- 2007년 - 서울에 위치한 롯데월드가 전면 개보수를 위해 휴장하다.

## 탄생
- 1037년 - 중국 북송의 시인 소식. (~1101년)
- 1587년 - 독일의 천문학자 요하네스 파브리치우스.
- 1628년 - 프랑스의 원수 프랑수아 앙리 드 몽모랑시 뤽상부르 공작. (~1695년)
- 1821년 - 남부동맹의 장군 제임스 롱스트리트. (~1904년)¤
- 1840년 - 홍콩의 제12대 총독 헨리 아서 블레이크. (~1918년)
- 1902년 - 소련의 정치인 게오르기 말렌코프. (~1988년)
- 1905년
  - 대한민국의 동화작가 마해송. (~1966년)
  - 대한민국의 정치인 김영기. (~1989년)
- 1920년
  - 대한민국의 미술평론가 박문원. (~1973년)
  - 대한민국의 군인 박병권. (~2005년)
- 1921년 - 대한민국의 군인 김영환. (~1954년)
- 1923년
  - 미국의 영화배우 래리 스토치. (~2022년)
  - 독일계 미국인 컴퓨터과학자 조셉 웨이젠바움. (~2008년)
- 1924년
  - 대한민국의 군인 안창관. (~1971년)
  - 대한민국의 신학자 한태동. (~2025년)
- 1930년 - 미국의 배우, 댄서 메이 윈.
- 1932년 - 대한민국의 관료 겸 정치인 이상희. (~2022년)
- 1933년 - 스페인의 소설가, 저널리스트 후안 마르세. (~2020년)
- 1934년 - 대한민국의 정치인 김선길. (~2008년)
- 1935년 - 미국의 가수 엘비스 프레슬리. (~1977년)
- 1942년
  - 영국의 물리학자 스티븐 호킹. (~2018년)
  - 일본의 전 총리 고이즈미 준이치로.
  - 소련의 우주비행사 뱌체슬라프 주도프. (~2024년)
- 1945년 - 대한민국의 가수 서유석.
- 1947년 - 영국의 음악가, 예술가 데이비드 보위. (~2016년)
- 1953년 - 미국의 야구 선수 브루스 수터. (~2022년)
- 1954년 - 대한민국의 정치인 장광근. (~2023년)
- 1955년
  - 대한민국의 배우 이두섭.
  - 대한민국의 변호사, 시사평론가 전원책.
- 1956년 - 대한민국의 성우 유해무.
- 1957년 - 대한민국의 성우 도용구.
- 1960년 - 대한민국의 법조인, 정치인 주호영.
- 1965년
  - 대한민국의 전 탁구 선수, 해설가 안재형.
  - 대한민국의 성우 홍성헌.
  - 미국의 배우 미셸 포브스.
- 1967년 - 미국의 가수, 음반 프로듀서 R. 켈리.
- 1968년 - 대한민국의 전 야구 선수 박진석.
- 1969년
  - 대한민국의 배우 정재곤.
  - 대한민국의 배우 정민경.
- 1971년
  - 대한민국의 지방의원, 정치가 허창원.
  - 스위스의 축구 선수 파스칼 추베르뷜러.
  - 미국의 야구 선수 제이슨 지암비.
- 1972년 - 미국의 가수 정재윤 (솔리드).
- 1974년 - 미국의 배우 맷 부셸.
- 1975년 - 일본의 배우, 성우 치바 레이코.
- 1977년 - 대한민국의 배우 이유진.
- 1978년 - 대한민국의 배우 박진희.
- 1979년
  - 캐나다의 가수 세라 폴리.
  - 스웨덴의 전 축구 선수 한나 융베리.
  - 루마니아의 축구 선수 아드리안 무투.
  - 미국의 배우 윈덜 미들브룩스.
  - 대한민국의 방송인 슈카월드.
- 1980년
  - 대한민국의 축구 선수 이정수.
  - 잉글랜드의 배우, 가수 샘 라일리.
- 1981년 - 오스트레일리아의 배우 카산드라 매그래스.
- 1982년 - 대한민국의 미디어아티스트 문준용.
- 1983년 - 대한민국의 배우 송유현.
- 1984년
  - 조선민주주의인민공화국의 국무위원장ㆍ조선로동당 총비서 김정은.
  - 대한민국의 배우 전여진.
- 1985년
  - 대한민국의 배우 박그리나.
  - 대한민국의 성우 한만중.
- 1986년
  - 스페인의 축구 선수 다비드 실바.
  - 대한민국의 배우 장재호.
  - 대한민국의 배우 차엽.
  - 대한민국의 가수 윤성현.
  - 대한민국의 장애인 탁구 선수 서수연.
  - 코스타리카의 축구 선수 다니엘 캄브로네로.
  - 스코틀랜드의 싱어송라이터, 음악 프로듀서 제이미 T.
- 1987년
  - 대한민국의 배우 정재원.
  - 대한민국의 축구 선수 이종현.
  - 태국의 왕족 시리완나와리 나리랏.
  - 일본의 성우 고토 사오리.
  - 잉글랜드의 배우 프레디 스트로마.
  - 영국의 배우, 싱어송라이터 신시아 에리보.
- 1988년
  - 대한민국의 가수 하진.
  - 독일의 배우 벨라 데인.
- 1989년
  - 대한민국의 전 배우 이찬호.
  - 대한민국의 배우 김가은.
  - 대한민국의 배우 이이경.
  - 대한민국의 레이싱 모델 오하루.
  - 대한민국의 야구 선수 이태균.
  - 대한민국의 축구 선수 김종국.
  - 일본의 전 축구 선수 야마다 고헤이.
- 1990년
  - 대한민국의 인터넷 방송인 감스트.
  - 스웨덴의 축구 선수 로빈 올센.
  - 카보베르데의 축구 선수 리안 멘드스.
  - 일본의 축구 선수 핫탄다 고헤이.
- 1991년
  - 대한민국의 체조 선수 신수지.
  - 대한민국의 래퍼 지민. (AOA)
  - 조선민주주의인민공화국의 축구 선수 리영철.
  - 몬테네그로의 축구 선수 스테판 사비치.
  - 대한민국의 야구 선수 길태곤.
- 1992년
  - 대한민국의 래퍼 아이언. (~2021년)
  - 스페인의 축구 선수 코케.
  - 대한민국의 전 축구 선수 김수진.
- 1993년
  - 대한민국의 아나운서 한보선.
  - 대한민국의 가수 용석.
- 1995년
  - 대한민국의 리그 오브 레전드 프로게이머 미스틱.
  - 미국의 가수, 배우 라이언 데스티니.
- 1996년
  - 대한민국의 가수 김수영.
  - 일본의 아이돌 시노자키 아야나. (AKB48)
  - 중화인민공화국의 바둑 기사 미위팅.
- 1997년 - 슬로베니아의 유도 선수 안드레야 레슈키.
- 1998년
  - 대한민국의 역도 출신 가수 이병찬.
  - 이란의 레슬링 선수 아민 미르자자데.
- 2000년 - 미국의 가수 노아 사이러스.
- 2001년
  - 일본의 배우 야마다 안나.
  - 일본의 축구 선수 야마사키 다이치.
- 2003년
  - 중국의 가수 장쟈위엔.
  - 대한민국의 축구 선수 이지한.
- 2004년 - 대한민국의 바둑 기사 권효진.
- 2009년  - 일본의 스케이트보드 선수 아카마 리즈.
- 2011년
  - 덴마크의 왕자 덴마크 왕자 빈센트.
  - 덴마크의 공주 덴마크 공주 요세피네.

## 사망
- 1324년 - 이탈리아의 탐험가 마르코 폴로. (1254년~)
- 1337년 - 이탈리아의 건축가, 화가 조토 디 본도네. (1267년~)
- 1825년 - 미국의 발명가 일라이 휘트니. (1765년~)
- 1896년 - 프랑스의 시인 폴 베를렌. (1844년~)
- 1949년 - 일본의 군인 우메즈 요시지로. (1882년~)
- 1962년 - 오스트리아의 귀족 막시밀리안 폰 호헨베르크 공작. (1902년~)
- 1976년 - 중화인민공화국의 국무원, 총리 저우언라이. (1898년~)
- 1993년 - 잠비아의 권투 선수 키스 음윌라. (1966년~)
- 1996년 - 프랑스의 제21대 대통령 프랑수아 미테랑. (1916년~)
- 1997년 - 미국의 화학자 멜빈 캘빈. (1911년~)
- 2016년 - 대한민국의 연극배우 백성희. (1925년~)
- 2017년 - 이란의 제4대 대통령 악바르 하셰미 라프산자니. (1934년~)
- 2018년
  - 트리니다드 토바고의 정치인 조지 맥스웰 리처즈. (1931년~)
  - 온두라스의 축구 선수 후안 카를로스 가르시아. (1988년~)
  - 미국의 대학교수 조지 린드벡. (1923년~)
- 2020년
  - 미국의 영화배우 벅 헨리. (1930년~)
  - 미국의 영화배우 에드 번즈. (1932년~)
- 2021년 - 대한민국의 지방의회의원 김기태. (1954년~)
- 2022년
  - 태국의 가수 썬펫 썬쑤판. (1948년~)
  - 영국의 언론인, 기자 앤드루 제닝스. (1943년~)
  - 소련의 역도 선수 빅토르 마진. (1954년~)
- 2024년
  - 우크라이나의 축구 선수 보흐단 셰르슌. (1981년~)
  - 멕시코의 영화배우 아단 칸토. (1981년~)
  - 벨기에의 축구 선수 프란스 얀선스. (1945년~)
- 2025년
  - 대한민국의 금융인 이혁진. (1967년~)
  - 이탈리아의 축구선수 파비오 쿠디치니. (1935년~)

## 기념일
- 연방의 날(Commonwealth Day): 북마리아나 제도
- 산파의 날: 벨라루스

## 같이 보기
- 전날: 1월 7일 다음날: 1월 9일 - 전달: 12월 8일 다음달: 2월 8일
- 음력: 1월 8일
- 모두 보기